# Wilhelm Ferdinand von Galen zu Assen
Wilhelm Ferdinand von Galen zu Assen (* 28. November 1690 in Dinklage; † 28. Dezember 1769 in Münster) war Erbkämmerer und Amtsdroste im Amt Vechta.

## Leben

### Herkunft und Familie
Aus dem uralten westfälischen Adelsgeschlecht von Galen, welches zu den bedeutendsten im Hochstift Münster zählt, sind zahlreiche bedeutende und namhafte Persönlichkeiten hervorgegangen. Im 16. Jahrhundert sympathisierte es teilweise mit der Reformation, wurde später wieder katholisch. Wilhelm Ferdinand von Galen zu Assen wurde als Sohn des Franz Wilhelm und seiner Gemahlin Ursula Helena von Plettenberg-Lenhausen (* 1654, † 1720), Schwester des Fürstbischofs Friedrich Christian von Plettenberg geboren und hatte vier Schwestern: Anna Maria (* 1672, ⚭ Franz Anton von Landsberg), Francelina (* 1680, ⚭ Franz Christoph von Hörde zu Störmede), Elisabeth Antonetta († 1715, Kanonisse in Nottuln) und Maria Theresia († 1727, Stiftsdame in Nottuln, ⚭ Franz Otto von Weichs). Sein Bruder Wilhelm Goswin Anton (* 1678, † 1710) war Erbkämmerer, Franz Heinrich Christian (* 1679, † 1712) Domherr in Münster und Worms und Friedrich Christian Domdechant in Münster.
Wilhelm Ferdinand heiratete am 3. September 1719 die Reichsfreiin Maria Henrica von Fürstenberg zu Herdringen (1696–1742), Tochter des Reichsfreiherrn Ferdinand von Westfalen zu Fürstenberg. Aus der Ehe stammen vier Töchter und zwei Söhne, die jung verstorben sind, sowie der Sohn Clemens August Ferdinand. Nach Marias Tod heiratete er am 10. Februar 1748 in Münster Sophie Louise von Merveldt zu Westerwinkel (1730–1810). Aus dieser Ehe gingen die Kinder Clemens August Josef, Ferdinand Karl und Maria (* 1752, † 1829, (1) ⚭ Clemens August von Plettenberg zu Nordkirchen, (2) ⚭ Clemens August von Ketteler (1751–1815. Deren Sohn Maximilian) war der Vater von Bischof von Ketteler) hervor.

### Werdegang und Wirken
Am 21. April 1699 erhielt Wilhelm Ferdinand die Familienpräbende in Minden und wurde im November 1713 zur Münsterischen Ritterschaft aufgeschworen. Nach dem Tod seines Bruders Wilhelm Goswin Anton verzichtete er, um die Familientradition fortzusetzen und übernahm von seinem Vater die Amtsgeschäfte des Drosten im Amt Vechta. 1739 wurde ihm sein Sohn Clemens August Ferdinand in diesem Amt beigeordnet. Dieser folgte seinem Vater später im Amt. Am 26. September 1723 wurde Wilhelm Ferdinand kurkölnischer Geheimer Rat.

### Sonstiges
Er schuf ein beachtliches Vermögen. 1721 verkaufte Maria Elisabeth von Boenen das Haus Querenburg an Wilhelm Ferdinand. 1756 kaufte er den großen Galenschen Hof in Münster (Wilmergasse 1–4, heute Universität) und 1758 ersteigerte er das Haus Göttendorf. Seine Frau wurde im Jahre 1730 zur Geistlichen Mutter des Kapuzinerkonvents in Münster ernannt. Wilhelm Ferdinand wurde in der Pfarrkirche zu Rinkerode begraben.

### Ehrungen
Am 28. Oktober 1747 wurde Wilhelm Ferdinand Großkreuzherr des St.-Michael-Ritterordens.